# Expresso II
 (octobre 2012).
Si vous disposez d'ouvrages ou d'articles de référence ou si vous connaissez des sites web de qualité traitant du thème abordé ici, merci de compléter l'article en donnant les références utiles à sa vérifiabilité et en les liant à la section « Notes et références ».
Albums de Gong
Floating Anarchy Live 77
(1977) Downwind
(1979)
Expresso II est le deuxième album studio du Pierre Moerlen's Gong sorti en 1978.

## À propos de l'album
Comme les autres albums de Gong sous la houlette de Pierre Moerlen, la couleur dominante de l'album est le jazz-rock, loin du space rock psychédélique de la période Daevid Allen. Expresso II est la suite logique de l'album Gazeuse! (qui fut d'ailleurs nommé Expresso en Amérique du Nord). C'est toujours un jazz-rock progressif avec une utilisation large du vibraphone. L'album est le dernier sorti sous le contrat avec Virgin, les suivant sortiront d'ailleurs sous le nom plus approprié de Pierre Moerlen's Gong.
On retrouve des titres de cet album sur la compilation Wingful of eyes, qui regroupe des pièces musicales de Shamal, Gazeuse! et Expresso II.
La pièce Heavy Tune est sur la radio Fusion FM dans le jeu Grand Theft Auto IV.

## Liste des titres
| No | Titre            | Musique             | Durée |
| -- | ---------------- | ------------------- | ----- |
| 1. | Heavy Tune       | Pierre Moerlen      | 6:22  |
| 2. | Golden Dilemma   | Hansford Rowe (en)  | 4:51  |
| 3. | Sleepy           | Mireille Bauer (en) | 7:17  |
| 4. | Soli             | Hansford Rowe       | 7:37  |
| 5. | Boring           | Mireille Bauer      | 6:23  |
| 6. | Three Blind Mice | Benoît Moerlen (en) | 4:47  |

## Musiciens
- Pierre Moerlen : batterie, glockenspiel, vibraphone, xylophone, cloches tubulaires, tympani
- Benoît Moerlen : glockenspiel, vibraphone, xylophone, cloches tubulaires, claves
- Mireille Bauer : marimba, vibraphone
- François Causse : congas
- Hansford Rowe :  guitare rythmique (2), basse

Musiciens invités
- Allan Holdsworth : guitare rythmique (1), guitare solo (3,4,6)
- Mick Taylor : guitare solo (1)
- Bon Lozaga :  guitare solo (2), guitare rythmique (3)
- Darryl Way :  violon (3,5)